# Ke (temps)
Pour les articles homonymes, voir Ke.
Le ke (刻; pinyin: kè) est une unité pratique de mesure du temps utilisée dans le monde chinois. Le ke est une subdivision de la journée, représentant un centième de jour, soit un peu moins d'un quart d'heure (14 minutes et 24 secondes exactement, ou 864 secondes).
La Chine mesurait ce temps décimal, au moyen de clepsydres (montres à débit d'écoulement d'eau) depuis trois mille ans environ. Même plus tard, le format décimal fut souvent utilisé en parallèle avec les temps duodécimal et sexagésimal introduits dans les temps modernes par les missionnaires jésuites.
Il existait d'autres unités de mesure de temps pour la journée : les heures doubles (shi), d'une durée de deux heures et au nombre de douze dans une journée, ainsi que les veilles de garde (geng) au nombre de cinq par nuit et d'une durée variable selon la saison.